# Compact (ziar)
Compact a fost un ziar cotidian gratuit din București, lansat la data de 2 mai 2006 de grupul de presă Ringier.
Ziarul avea 16 pagini și era distribuit zilnic în mijloacele de transport în comun și în stațiile de metrou, într-un tiraj de circa 160.000 de exemplare
Mișcarea de lansare a ziarului urma tendința europeană a cotidienelor gratuite orientate spre un public tânar, dinamic, care nu este un cititor regulat de presă.
A fost desființat la data de 26 februarie 2009, când a apărut ultimul număr.